# Национално знаме на Палестина
Знамето на Палестинската държава е проектирано през 1916 г. по време на арабския бунт срещу Османската империя. През 1917 г. е използвано като знаме на арабското национално движение. През 1964 г. е усвоено като знаме на целия палестински народ, а през 1988 г. е прието за официално знаме на държавата.
Знаето се състои от три хоризонтални линии с панарабските цветове (черно, бяло и зелено) с червен триъгълник вляво.

## Употреба на други знамена
Знамето на Хамас се състои от бял арабски текст на чисто зелен фон. Използва се в ивицата Газа, наред с палестинския флаг. Текстът, написан в калиграфския стил Сулюс, е шахада или „ислямското засвидетелстване“:
لَا إِلٰهَ إِلَّا الله مُحَمَّدٌ رَسُولُ الله
Ля иляха илля-ллах[у], мухаммадар-расулюл-лах[и]
„Няма друг бог освен Аллах и Мухаммад е Негов пратеник.“